# Jeanine Cummins

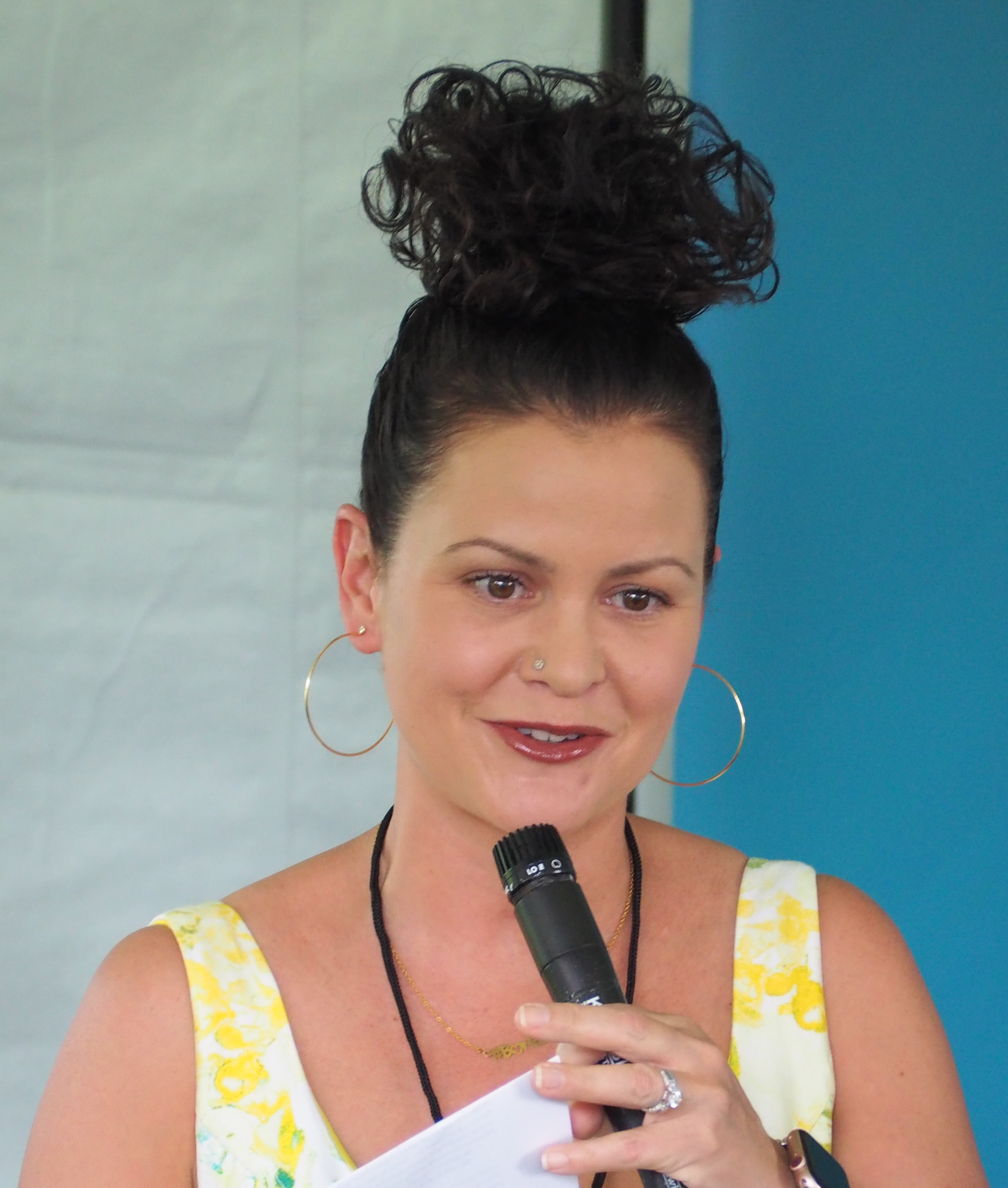
Jeanine Cummins

Jeanine Cummins é uma escritora  Americana

## Vida
Cummins nasceu em Rota (Cadiz), Espanha, onde o seu pai estava destacado como membro da Marinha dos Estados Unidos.Sua avó dela veio de Porto Rico. Cummins passou a infância em Gaithersburg e estudou inglês e comunicação na Universidade de Towson. Após a formatura, trabalhou como barwoman em Belfast, Irlanda do Norte durante dois anos. Em 1997 voltou para os Estados Unidos e trabalhou para a editora Penguin Books em Nova York. Depois de dez anos na indústria editorial, saiu desse trabalho e iniciou a sua carreira como escritora freelancer.
Em 2004 publicou o seu primeiro livro, "A Rip in Heaven", que descreve o assassinato do seu irmão e de dois primos na Chain of Rocks Bridge em St. Louis Missouri. Mais tarde, recusou ofertas para uma adaptação cinematográfica dessa obra. Os dois romances seguintes abordam temas irlandeses. The Outside Boy (2010) fala dos Pavees, um grupo sociocultural irlandês. The Crooked Branch (2013) passa-se durante a Grande fome de 1845–1849 na Irlanda.
O quarto romance de Cummins, Terra Americana, foi  lançado em janeiro de 2020 e conta a história de uma mãe e livreira de Acapulco, México, que tenta fugir para os Estados Unidos com o filho depois de a sua família ter sido assassinada por um cartel de drogas.. O livro foi discutido em artigos significantes na imprensa, incluindo no The New York Times. No dia da publicação, Oprah Winfrey anunciou que Terra Americana havia sido selecionado para o Oprah's Book Club.
Jeanine Cummins vive com a sua família em Nova York. O seu marido é irlandês.

## Obras
- A Rip in Heaven: A Memoir of Murder and Its Aftermath. Berkley, 2004, ISBN 978-0451210531
- The Outside Boy. Berkley, 2010, ISBN 978-0451229489
- The Crooked Branch. Berkley, 2013, ISBN 978-0451239242
- American Dirt. Flatiron, 2020, ISBN 978-1250209764